# Unabiara
Unabiara är ett släkte av skalbaggar. Unabiara ingår i familjen långhorningar.
Kladogram enligt Catalogue of Life:
| Unabiara | \| \| Unabiara collaris \| \| \| \| \| \| Unabiara nigerrima \| \| \| \| |
|          | \| \| Unabiara collaris \| \| \| \| \| \| Unabiara nigerrima \| \| \| \| |
|          | Unabiara collaris                                                        |
|          |                                                                          |
|          | Unabiara nigerrima                                                       |
|          |                                                                          |